# Brăduleț
Brăduleţ é uma comuna romena localizada no distrito de Argeş, na região de Muntênia. A comuna possui uma área de 48.52 km² e sua população era de 1952 habitantes segundo o censo de 2007.